# Ліхачов В'ячеслав Андрійович
В'ячеслав Андрійович Ліхачов (рос. Вячеслав Андреевич Лихачёв, 1979, Москва) — історик, громадський діяч, політолог. Поряд із Андреасом Умландом та Антоном Шеховцовим є одним із головних дослідників ідеології й діяльності сучасних ультраправих рухів у Росії та Україні. 
У 2006-2017 роках був керівником програми «Аналітика» Євроазійського єврейського конгресу, з 2014 року очолює Групу моніторингу прав національних меншин.

## Життєпис

### Ранні роки
Народився в 1979 році в Москві. Закінчив Єврейський університет в Москві та аспірантуру історичного факультету Московського державного університету ім. М. В. Ломоносова. Проходив наукові стажування в Центрально-Європейському університеті в Будапешті (в 2000 році), Єврейському університеті в Єрусалимі (в 2001-2003 роках), та Варшавському університеті (у 2003 році).[уточнити]
Працював в Інформаційно-дослідницькому центрі «Панорама», співпрацював з Інформаційно-аналітичним центром «Сова». Викладав у Єврейському Університеті в Москві, Інституті країн Азії та Африки при Московському державному університеті, київському Міжнародному Соломоновому університеті, Національному університеті «Києво-Могилянська академія».[уточнити]
До 2002 року тривалий час вивчав антисемітизм та ксенофобію у Росії.
У 2002 переїхав жити та працювати з Росії в Україну, вивчив українську мову та почав займатися моніторингом проявів антисемітизму та ксенофобії в Україні для Євроазійського єврейського конгресу.
У 2013 році, незадовго до початку Євромайдану покинув Україну та переїхав жити та працювати в Ізраїль.

## Професійні посади
У 2006—2014 роках — член Генеральної ради Євроазіатського єврейського конгресу, відповідальний за моніторинг проявів антисемітизму та ксенофобії в Україні.
У 2009—2014 роках — член Координаційної ради Асоціації єврейських громадських організацій та общин України (Ваад України).
У 2017—2019 роках — координатор напряму документування порушень прав людини та воєнних злочинів у зоні збройного конфлікту на Донбасі організації Восток-SOS.

## Діяльність
Займається вивченням етнополітичної конфліктології, ксенофобії на пострадянському просторі, ідеології та діяльності праворадикальних рухів Росії та України, політичного екстремізму, теорії нації та націоналізму, історії антисемітизму, історії відродження єврейських громад на пострадянському просторі, міжконфесійних відносин.
Шеф-редактор російськомовного аналітичного інтернет-видання «Евреи Евразии» (укр. Євреї Євразії).

## Заяви
В'ячеслав Ліхачов стверджував, що організації Соціал-Національна Асамблея та «Патріот України», на основі яких у 2014 році значною мірою формувався «Азов», були неонацистськими.
При цьому він заявляв, що люди з неонацистськими поглядами у полку «Азов» складають меншість у батальйоні, і йому навіть відомі випадки, коли воювати в «Азов» ішли люди з «лівацькими, антифашистськими поглядами». Водночас, у 2018 році він заявив, що за його інформацією в «Азові» відбувається системна ідеологічна індоктринація бійців, і були випадки, коли вісімнадцятирічні аполітичні хлопці за пів року ставали свідомими неонацистами.

## Науковий доробок
Автор понад шістдесяти наукових праць та наступних книг:
Російською
- «Нацизм в России» (2002 рік)
- «Политический антисемитизм в современной России» (2003 рік)
- «Русское национальное единство: история и идеология» (2006 рік)

Англійською
- «Right-Wing Extremism in Ukraine: The Phenomenon of Svoboda» (2013 рік)

Українською
- «Від Майдану праворуч. Революція, війна і ультраправі в Україні» (переклад українською, Київ:Критика; очікується з друку)

### Інтерв'ю
- Ірина Штогрін, Чому така увага до «вулиці Шухевича» та українського радикалізму? [Архівовано 27 жовтня 2018 у Wayback Machine.] // Радіо Свобода, 8 червня 2017
- Марія Щур, Бабин Яр – це один із символів Голокосту, але він є більшим, ніж Голокост – Ліхачов [Архівовано 28 жовтня 2018 у Wayback Machine.] // Радіо Свобода, 2 жовтня 2017
- Ірина Штогрін, Ізраїльський звіт. Чи справді в Україні вдвічі зріс антисемітизм? [Архівовано 28 жовтня 2018 у Wayback Machine.] // Радіо Свобода, 27 січня 2018
- Михаил Гольд, Политолог Вячеслав Лихачев: за последние годы в Украине никто не осужден за антисемитские преступления [Архівовано 28 жовтня 2018 у Wayback Machine.](рос.) // Хадашот, березень 2018
- Публічні лекції: В'ячеслав Ліхачов. Капітал різноманітності Частина друга  Студія "ДІє-Слово" 2022 р. В'ячеслав Ліхачов. Корінні народи, національні меншини та їхні права: етнополітичний лікнеп  Студія "ДІє-Слово" 2022 р. В‘ячеслав Ліхачов. Україно-єврейські відносини: без ретуші та клікушества     Студія "ДІє-Слово" 2022 р. В'ячеслав Ліхачов. "Та ви змовились! Теорії змови – одне з найцікавіших явищ"   Студія "ДІє-Слово" 2022 р. В'ячеслав Ліхачов. Росія та фашизм: повертаємо сенс словам. Студія "ДІє-Слово" 2022 р.